# Larry Corcoran
Lawrence J. Corcoran (né le 10 août 1859 à Brooklyn, New York et mort le 14 octobre 1891 à Newark, New Jersey aux États-Unis) est un lanceur de baseball qui évolue dans la Ligue nationale de 1880 à 1887. Il fut un lanceur vedette des White Stockings de Chicago, l'une des plus anciennes incarnations de l'actuel club des Cubs de Chicago.
Larry Corcoran est le premier lanceur de l'histoire du baseball à réussir plus d'un match sans coup sûr. Il en réussit trois, un record qui n'est battu qu'en 1965 par la 4e performance du genre réalisée par Sandy Koufax.
Avec le receveur Silver Flint en 1880, Corcoran invente les signaux servant à indiquer de quel type sera le prochain lancer. Alors qu'au baseball moderne, c'est le receveur qui est responsable de « commander » un lancer en faisant une série de gestes discrets avec les doigts, Flint demanda à Corcoran de déplacer sa portion de tabac à mâcher d'un côté à l'autre de sa bouche pour que celui-ci indique qu'une balle rapide ou une balle courbe allait être son prochain tir.
Lanceur droitier, Larry Corcoran lance de la main gauche lors d'un match des White Stockings de Chicago contre les Bisons de Buffalo le 16 juin 1884, devenant le deuxième lanceur ambidextre des Ligues majeures de baseball après Tony Mullane en 1882, et le premier de la Ligue nationale. Ennuyé par une inflammation à l'index de sa main droite, Corcoran tente d'y remédier en lançant tantôt de la main droite, tantôt de la gauche, durant 4 manches de ce match, sans grand succès d'ailleurs puisque les White Stockings perdent 20-9 à Buffalo. 
Corcoran évolue pour les White Stockings de Chicago (aujourd'hui les Cubs de Chicago) de 1880 à 1885, les Giants de New York pour 3 matchs en 1885, les Nationals de Washington en 1886, puis les Hoosiers d'Indianapolis en 1887. Il remporte 177 victoires contre 89 défaites au cours de sa carrière de 8 saisons, ce qui lui donne un ratio victoires-défaites qui est à ,665 le 14e plus élevé de l'histoire du baseball en 2015. Il remporte 43 matchs contre 14 défaites en 63 matchs, dont 60 comme lanceur partant, à sa première saison pour les White Stockins et mène les majeures avec 31 victoires (contre 14 défaites) en 1881. En 1880, il mène également les majeures avec 268 retraits sur des prises, mais aussi pour les buts-sur-balles avec 99 accordés. Sa moyenne de points mérités de 1,95 est la meilleure de la Ligue nationale en 1882. Il affiche une moyenne de points mérités de 2,36 et compte 1 103 retraits sur des prises en carrière sur 2 392 manches et un tiers lancées en 277 matchs.
Larry Corcoran réussit ses trois matchs sans point ni coup sûr pour les White Stockings : le 19 août 1880 dans une victoire de 6-0 sur les Red Caps de Boston; le 20 septembre 1882 dans un gain de 5-0 sur les Worcesters de Worcester; le 27 juin 1884 dans un triomphe de 6-0 sur les Grays de Providence. Les trois sont réussis à Chicago.
Principalement lanceur, Corcoran évolue aussi à l'occasion comme voltigeur ou joueur d'arrêt-court. À l'attaque, il ne frappe que pour ,223 de moyenne au bâton en 1 342 passages au bâton avec deux circuits et 111 points produits.
Larry Corcoran meurt à 32 ans de la fièvre typhoïde le 14 octobre 1891 à Newark, dans le New Jersey
Son frère Mike Corcoran, aussi lanceur, joua un match avec les White Stockings de Chicago en 1884.